# İlhan Onat
İlhan Onat (5 de desembre de 1929, Istanbul – 13 de maig de 2013, Esmirna) va ser un jugador d'escacs i farmacèutic turc, que obtingué el títol de Mestre Internacional del 1975 (el primer en aconseguir-ho, conjuntament amb Nevzat Suer). Va ser tres vegades campió turc d'escacs.

## Biografia
Onat va néixer a Istanbul el 1929 i es va traslladar a Esmirna el 1930 amb la seva família. Va començar a jugar als escacs a l'institut İzmir Atatürk, es va graduar a la Facultat de Farmàcia de la Universitat d'Istanbul. Onat, que va conèixer jugadors forts mentre era estudiant a Istanbul, va fer un descans dels escacs quan va tornar a Esmirna. Com a jugador d'escacs, va participar en la 17a, 18a, 25a, 26a i 27a Olimpíada d'escacs amb l'equip nacional turc. Va guanyar els campionats turcs d'escacs de 1974, 1975 i 1982.
Mentre encara era viu, el 2012 es va organitzar el Torneig Internacional d'escacs İlhan Onat en memòria seva per les seves contribucions a l'esport dels escacs a Turquia.